# Sonia Aquino
Sonia Aquino (* 10. Juli 1977 in Avellino, Provinz Avellino, Italien) ist eine italienische Schauspielerin. Besondere Bekanntheit erlangte sie durch ihre Mitwirkung an den Filmen Signora und The Life and Death of Peter Sellers.

## Filmografie (Auswahl)
- 1997: Marquise – Gefährliche Intrige (Marquise)
- 2000: Il fratello minore
- 2001: Amici ahrarara
- 2002: L’italiano
- 2004: The Life and Death of Peter Sellers
- 2004: Signora
- 2004: Nero – Die dunkle Seite der Macht (Imperium: Nerone)
- 2004: Casa Eden
- 2005: Il cuore nel pozzo
- 2007: Un dottore quasi perfetto
- 2010: Augustinus
- 2011: La meravigliosa avventura di Antonio Franconi